# Mulda/Sa.
Mulda/Sa. település Németországban, azon belül Szászország tartományban. Lakosainak száma 2410 fő (2023. december 31.).

## Népesség
A település népességének változása:
| Lakosok száma | 2669 | 2539 | 2479 | 2462 | 2428 | 2410 |
|               | 2014 | 2017 | 2019 | 2021 | 2022 | 2023 |